# Lennart Ekdahl
Lars Gerhard Lennart Ekdahl (ur. 8 grudnia 1912 w Nacka, zm. 15 września 2005 w Saltsjöbaden) – szwedzki żeglarz, olimpijczyk, zdobywca brązowego medalu w regatach na Letnich Igrzyskach Olimpijskich 1936 w Berlinie.
Na Letnich Igrzyskach Olimpijskich 1936 zdobył brąz w żeglarskiej klasie 6 metrów. Załogę jachtu May Be tworzyli również Dagmar Salén, Sven Salén, Torsten Lord i Martin Hindorff.